# Il cowboy delle Terre Maledette
Il cowboy delle Terre Maledette è il terzo capitolo della Saga di Paperon de' Paperoni, serie a fumetti realizzata dallo statunitense Don Rosa che narra la storia la biografia di Paperone.

## Trama
Su un treno diretto verso il West Paperone parla con un esploratore avanti negli anni che è in possesso delle mitiche uova quadrate. Improvvisamente Jesse e Frank James assaltano il treno per rapinarlo ma Paperone li mette in fuga cadendo però dal treno. Esplora quindi i dintorni fino a che non si imbatte nella mandria di Murdo McKenzie suo connazionale che decide di aiutarlo dandogli un lavoro a patto che riesca a restare in sella ad Acciaccatutti, un indomabile cavallo selvatico. Paperone riesce nell'impresa aiutato dal suo cinturone rimasto incastrato nella sella. Paperone incomincia così il suo viaggio nelle grandi praterie del Montana. Verso la conclusione del suo viaggio però gli rubano il cavallo e per riprenderselo si lancia all'inseguimento entrando nelle Terre Maledette dove Paperone incontra un giovane che si scopre essere Theodore Roosevelt, futuro presidente degli Stati Uniti d'America dal 1901 al 1909, che lo rincuora e gli dà la forza necessaria a superare i suoi guai e a ispirarlo nel superare le sue future difficoltà. Paperone riesce a recuperare il cavallo e saluta Roosevelt consigliandogli di darsi alla politica.

## Storia editoriale
Le fonti di ispirazione dell'autore si trovano nelle seguenti storie di Barks: Zio Paperone e la disfida dei dollari, Paperino e il mistero degli Incas, Zio Paperone a caccia di fantasmi, Zio Paperone monarca del bestiame.
In Italia è stata edita in La saga di Paperon de' Paperoni (2016).